# ビル・パイアーズ
ビル・パイアーズ（Bill Pyers、1933年 - 2004年）は、オーストラリア出身の騎手である。1967年に凱旋門賞を史上最大の大穴で勝ったが、そのせいで4日後に逮捕されて投獄された。オーストラリア、ヨーロッパ、アメリカで1800勝以上を挙げ、2010年にオーストラリア競馬の名誉の殿堂入りを果たした。

## 概要
ビル・パイアーズはオーストラリア出身の騎手である。現役当時、オーストラリアで最も人気のあった騎手の一人で、オーストラリア人騎手としては世界で最も有名な騎手の一人とされている。その風貌と性格から、オーストラリアの人気漫画の主人公の名をとって「ジンジャー・メッグズ」という愛称で呼ばれた。
1950年代にオーストラリアで活躍した後、フランスへ移り、1960年代から1970年代にかけて活躍した。騎手として、オーストラリア、フランス、イギリス、アイルランド、イタリア、ドイツ、スウェーデン、アメリカで通算1800勝以上をあげた。
オーストラリアでも様々な大レースに勝っているが、最もよく知られているのはフランスの牝馬ダリアとのコンビである。パイアーズ騎手はダリアに騎乗して1973年にイギリス、アメリカ、アイルランドの大レースを勝った。
パイアーズはフランスにわたってまもなく、凱旋門賞を大穴で勝ったが、そのテレビ中継を見ていた女性に訴えられて投獄された。
ビル・パイアーズ(Bill Pyers)の名は、ビリー・パイアーズ(Billy Pyers)、ウィリアム・ビル・パイアーズ(William Bill Pyers)、ウィリアム・“ビリー”・パイアーズ(William 'Billy' Pyers)、ウィリアムバート“ビル”パイアーズ(William-Bert "Bill" Pyers)、あるいはフランス風にビル・ピアーズなどと表記されている。
- 本記事中の「＊」印は日本へ輸入された馬を示す。

## 人物評
パイアーズは、1950年代から1960年代前半にかけてオーストラリアで最も人気のある騎手となった。快活で陽気で情熱的な性格を持ち、赤毛でそばかす顔のパイアーズには、オーストラリアの人気漫画の主人公からとって「ジンジャー・メッグズ(Ginger Meggs)」という愛称がつけられた。南半球最古の新聞であるシドニー・モーニング・ヘラルド紙に連載を持ち、『オーストラリア競馬史(Racing Heart: The Story of the Australian Turf)』や『オーストラリアの偉人(The People Who Made Australia Great)』の作者であるネヴィル・ペントン(Neville Penton)は、パイアーズを「競馬界一生意気な男」と評した。オーストラリアで5300頭の勝ち馬を手がけ、重賞524勝をあげた伝説的な調教師コリン・ヘイズ(Colin Hayes)は「“ジンジャー・メッグズ”は信じられないほど情熱的な男で、知るかぎり世界最高の騎手だ」と評した。

## オーストラリア時代
パイアーズははじめ、南オーストラリア州アデレードの騎手として頭角を表した。オーストラリアでは州ごとに独自の競馬の体系があり、一部の一流騎手を除いては、自州内で騎乗する。パイアーズは1950年・17歳の時にアデレードのチェルトナム競馬場(Cheltenham Park Racecourse)で初勝利をあげた。それからパイアーズはアデレード地区(SAJC)最大の競走グッドウッドハンデキャップをジェラント(Geranto) やシーニックスター(Scenic Star) で勝ち、7シーズン連続でアデレード地区の最多勝騎手になった。その後も2度リーディングを獲得しており、通算で9回アデレードの騎手チャンピオンになった。この地区のSAオークスでは7勝している。
パイアーズは全国区へ進出し、オーストラリアの歴史上の名馬と言われるような一流競走馬に騎乗した。なかでも1963年は素晴らしい年になった。パイアーズはウェノナガール(Wenona Girl) でフューチュリティステークスを勝った。そのあとコーフィールドカップではウェノナガールとサムタイム(Sometime、日本輸入種牡馬)のどちらに乗るかの選択で、サムタイムを選んで優勝した。さらにパゴパゴ(Pago Pago)でゴールデンスリッパーステークスを、ファイナンドダンディ(Fine and Dandy)でドンカスターハンデキャップを勝った。サムタイムではこの年のメルボルンカップに2番人気で出たが、11着に終わった。シーズンの後半にはウェノナガールでジョージ・アダムズハンデキャップに勝った。1963年の暮れ、パイアーズは全豪スポーツマン協会により、南オーストラリア州最優秀スポーツマンに選ばれた。
パイアーズは、オーストラリア競馬史上最高の名馬の1頭にあげられるタロク(Tulloch)が、生涯1度だけアデレードに遠征してきたときに手綱を取って優勝した。オーストラリアではこの1戦がパイアーズの代表的な勝鞍の一つとみなされているが、本人は後述するヨーロッパでの勝鞍が騎手人生を代表するものと述べている。パイアーズはメルボルンカップは勝てなかった。後年本人が語ったところに拠ると、マック(Mac)でメルボルンカップに出た時が最もチャンスがあったのに、自身の騎乗ミスで勝ちを逃したという。この時は50倍の大穴馬が優勝し、マックは5着に終わっている。なお、マックではムーニーバレーカップ(Moonee Valley Gold Cup)に勝っている。

## フランス時代

### 1年目の成功
1964年、アーネスト・フェローズ調教師(Ernest Fellows、あるいは“Ernnie” Fellows)から、ヨーロッパ競馬での騎乗依頼が来た。オーストラリアからヨーロッパへ移って活躍している騎手は既に何人もおり、フェローズ師もオーストラリア出身の調教師である。フェローズ師は必ずしも多くの管理馬をもつ有名調教師ではなかったが、パイアーズは招聘を快諾してフランスへ渡った。フランスへ到着したパイアーズ騎手を待っていたのは、気性の難しい3歳馬だった。
その若馬はアメリカのケンタッキー生まれの荒くれ馬で、1958年にアメリカの年度代表馬になったラウンドテーブルの初年度産駒だった。ネヴァートゥーレイトで既にヨーロッパ競馬で成功したアメリカの牧場主ハウエル・ジャクスン夫人が自ら生産し、ヨーロッパへ送り込んできた馬で、＊ボールドリック(Baldric)と命名されて2歳戦に出たが、フェローズ調教師自身が「気違い」と評した気性難のため成績はいまひとつだった。
3歳になったボールドリックはフランスのジェベル賞で2着になったあと、パイアーズ騎手とのコンビでイギリスへ遠征し、2000ギニーに出た。この年はイギリスのクラシック戦の賞金が大きく引き上げられた年で、2000ギニーの賞金も4万ポンドあまりとイギリス競馬史上最高額になった 。ボールドリックは人気薄だったが、パイアーズ騎手はボールドリックを気分よく走らせ、優勝に導いた。長い歴史のなかでも、外国馬がイギリスのクラシック競走を勝ったのは史上5頭目だった。しかしそんなことより、アメリカ人馬主で、アメリカ産馬で、フランス調教馬で、オーストラリア人が騎乗という、イギリスからみるとせっかくの最高賞金競走を完全に外国勢にもっていかれたことになり、イギリス人を大いに落胆させた。なお、このときの2着馬はファバージで、1・2着とも後に日本で種牡馬入りして成功することになる。
ボールドリックはこのあとイギリスダービーに駒を進めたが、フランスの厩舎との往復で機嫌を損ね、ダービー当日には調子を落としてしまった。ボールドリックの成功に気を良くした他のアメリカ人たちもダービーにアメリカ馬を送り込んだので、ダービーにはアメリカ産馬が5頭も出てきた。これらを迎え撃ってイギリスのメンツを保つ役目を与えられ、イギリス人の期待を一身に背負ったのがサンタクロースで（本当はアイルランド馬で、そのうえ騎手はオーストラリア人なのだが）、イギリス人はサンタクロースを本命に支持した。ボールドリックは最後の直線で一度は先頭に立ったのだが、最後まで足が続かなかった。ゴール前はサンタクロースとアメリカ馬インディアナの争いになり、サンタクロースがこれを制した。ボールドリックは5着だった。このあとサンタクロースはアイルランドのダービーに凱旋し、57年ぶりとなる英愛ダービー連覇を成し遂げ、イギリス人の愛国心を大いに満足させた。
しかし、フェローズ調教師とパイアーズ騎手は、夏のキングジョージ6世&クイーンエリザベスステークスで、すぐに逆襲を果たした。ダービー連覇の偉業を成し遂げたサンタクロースは、このレース史上最も人気を集め、単勝1.15倍の不動の本命となっていた。一方、フェローズ調教師がこのレースに送り込んだのは、やはりアメリカ産でハウエル・ジャクスン夫人の持ち馬ナスラム(Nasram)という馬で、「ペース配分の名手」と言われたパイアーズ騎手は、人気薄のナスラムでまんまと逃げ切った。このレースは「イギリス競馬史上最大の番狂わせ」と評された。
秋にもパイアーズ騎手はボールドリックでチャンピオンステークスを勝った。この結果、馬主のハウエル・ジャクスン夫人は、英国競馬史上2人目となる、女性の賞金王馬主となった。（1人目はエリザベス2世である。）
パイアーズはヨーロッパの競馬がシーズンオフになるとオーストラリアに帰った。ヨーロッパでの競馬シーズンが終わる11月には、南半球のオーストラリアの競馬シーズンが本格化する。はじめのうちはオーストラリアでも騎乗したが、やがてヨーロッパでじゅうぶん稼ぐようになったあとは、オーストラリアでは休暇を過ごすようになった。

### 「人生最高の時」から一転して転落人生となる
1967年の秋、パイアーズ騎手に言わせると「人生最高のとき」を迎えることになるが、その4日後に逮捕され、投獄されることになる。
この年の凱旋門賞には、抜きん出た実績馬がいなかった。逆に言えばどの馬にも勝てるチャンスがあるということで、30頭もの出走馬が集まった。イギリスから遠征してきた中で一番手は＊リボッコ(Ribocco)で、セントレジャーステークスとアイルランドダービーに勝っているが、イギリスダービーやキングジョージ6世&クイーンエリザベスステークスでは上位には入ったものの、はっきりと負けていた。その次はサルヴォ(Salvo)だが、サルヴォはアメリカ産馬で、イギリスクラシックには勝っておらず、ドイツのバーデン大賞優勝というのが過去の最良の勝鞍だった。地元フランスの1番手は3歳馬のロワダゴベール(Roi Dagobert)だが、この馬は2歳のときに大手術をしてクラシック登録がなく、3歳になってもリュパン賞を勝ったところで怪我をしてリタイヤし、凱旋門賞が5ヶ月ぶりの復帰緒戦だった。本来ならば1番人気になるような実績ではなかったが、ほかに大した馬がいなかったのと、サンマルタン騎手人気が後押しして本命になった。
パイアーズ騎手は、全く人気のない＊トピオ(Topyo)という3歳馬に乗っていた。トピオは春にロワダゴベールをはじめ一流馬に歯が立たず、夏にコートノルマンド賞を勝ったが、凱旋門賞の前には名騎手レスター・ピゴットとのコンビで7着に大敗しており、明らかに圏外と考えられていた。
トピオは中団に控え、最後の直線の手前で先行集団へあがっていった。人気上位は最後の直線に備えて後方に待機していた。逃げた馬が予想外に粘り、これがバテるとトピオが先頭になって抜け出した。これをロワダゴベールが必死に迫り、さらに後ろから人気のリボッコ、サルヴォが追い込んでくるが、5ヶ月ぶりのロワダゴベールは残り70メートルあたりで差を詰められなくなった。一番脚色が良かったサルヴォは残り300メートルで9馬身差まで詰めたところで前がふさがり、残り100メートルで抜けだしてトピオに迫るが、クビ差まで追い詰めたところでゴールだった。
トピオの単勝は83倍で、史上最高の大穴になった。多くはトピオのムラ駆けとみたが、トピオの馬主であるヴァルテラ未亡人はパイアーズを「ピゴットよりもトピオのことを理解していた」と評した。ヴァルテラ未亡人はフランスの大馬主で、夫のレオン・ヴァルテラとともに凱旋門賞を除く全てのフランス中の大レースを勝っており、この勝利でとうとうフランスの主要レース全制覇を達成した。34歳のパイアーズ騎手は、勝利後のインタビューで、「人生最高の時」と語った。その様子はテレビでフランス中に放映された。
その4日後の木曜日、自宅にいたパイアーズ騎手は逮捕され、投獄された。その事情はこうである。
```
凱旋門賞のおよそ1年半前の1966年7月16日、まだフランスに来てまもないパイアーズ騎手は、とある女性と車同士の交通事故を起こした。まだフランス語がよくわからなかったパイアーズは謝罪をして、彼女を家まで送っていった。パイアーズは、彼女に怪我がないか訊ね、無事だと聞いて安心して引き上げた。しかしこのとき、パイアーズ自身はそうとは知らずに、パイアーズに一方的に非があると言質を取られてしまった。訴状が届いても読めないパイアーズは放っておいた。パイアーズは出廷しないまま公判が開かれ、1967年7月4日に1年の実刑判決が出ていた。パイアーズはそんなことは露知らず、凱旋門賞に出て優勝したのである。たまたまテレビをみていたその女性は、パイアーズが世界最大のレースに勝ってべらぼうな賞金を受け取ったことを知り、パイアーズを訴えることにした。
[
32
]
[
31
]
[
33
]
[
9
]
[
10
]
[
注 2
]
```

パイアーズは収監され、彼がフランスで稼いだ賞金は全て没収された。後に、フランス語を解さない外国人だったという情状が考慮され、33日後に仮釈放された。出所したパイアーズはインタビューで「獄中でいちばん親切にしてくれたのはソ連のスパイだったやつだよ」と言って笑わせた。

### 度重なる服役とフランスダービー制覇
1969年には71勝をあげた。この年騎乗したうち一番活躍したのはフェリシオ(Felicio) で、サンクルー大賞典を勝ったほか、日本のスピードシンボリも出たキングジョージ6世&クイーンエリザベスステークスでは4着になっている。この年稼いだ賞金総額は100万ドルを突破し、パイアーズはフランスでトップクラスの騎手としての名声を手に入れた。パイアーズは世界で最も高い騎乗料をとる騎手として認知された。1970年のシーズン前には、今年パイアーズ個人が受け取る賞金は4万ドルは下らないだろうと見積もられていたが、これは競馬の騎手が受け取る額としては世界最高の額だった。フランスのチャンピオンオーナーで大富豪のダニエル・ウィルデンシュタイン、アメリカの大富豪ネルソン・バンカー・ハント、アラブの王族アガ・カーン4世らがパイアーズに騎乗を依頼した。
ところが、パイアーズは1970年6月のフランスダービー目前のシャンティイ競馬場のレースで違反行為をし、1ヶ月の騎乗停止処分を受けてしまった。さらに、騎乗停止期間中に飲酒運転をして車ごと溝に落ち、酒気帯び検査を拒否して警官と争い、飲酒運転と警官侮辱の罪で逮捕された。パイアーズは6ヶ月の実刑判決を受けたが、模範囚として56日で仮釈放された。ただし4年間の保護観察期間がついており、果たして、翌年1971年の1月には、また刑務所に戻ることになった。このときは2ヶ月服役したところで大統領の恩赦で出所することができた。
出所すると、パイアーズは1971年のフランスダービーに出た。騎乗したのは、フランスで最も有名なオーナーブリーダーだったフランソワ・デュプレ(François Dupré、1966年没)の未亡人が馬主のレフィック(Rheffic)である。パイアーズはレフィックでフランスダービーを制し、さらにパリ大賞典も勝った。この二冠制覇は史上22頭目だった。
この年、フランスの競馬シーズンが終わった11月9日にパイアーズはまたしても収監された。当時の新聞は、獄中でパイアーズがクリスマスイヴに何を食べたかまで報道した。（パイヤーズが食べたのはフォアグラとスモークサーモンを添えた七面鳥のディナー。）
1966年の事件に端を発する一連の問題は、最終的にはフランスの司法長官までを巻き込んで、解決には長く時間を要した。1967年の判決で出た刑期はまだ残っており、パイアーズは何か問題を起こせばすぐに刑務所へ戻って残りの刑期を勤めなければならない立場だった。これが遂に決着したのは1972年の11月である。1972年の競馬シーズンが終わったところで、司法長官は刑の再開を求めたが、1ヶ月の審議の末に法廷はパイアーズを放免する決定を下した。

### ダリアとともに世界チャンピオンへ
1973年はパイアーズの騎手人生のなかでも代表的なシーズンになった。バンカー・ハント所有のダリアは、2歳（1972年）のときはピゴット騎手が乗っていたが、3歳の春からパイアーズが乗るようになった。フランス1000ギニーで3着に入ったあと、サンタラリ賞に勝ち、フランスオークスでも2着になった。このあと、ダリアにはアイルランド遠征計画が持ち上がった。フランスを主戦地とするパイアーズ自身は、イギリスやアイルランドへの遠征では現地の一流騎手に乗り替わるかもしれないと懸念していた。しかし、エジプト出身のモーリス・ジルベール調教師(Maurice Zilber)はアイルランドオークスの騎乗にパイアーズを指名した。
フランスで世代最強というわけでもないダリアのイギリス遠征には、否定的な見解が寄せられた。というのも、この年のイギリスにはミステリアス(Mysterious)という無敗の二冠牝馬がおり、これがアイルランドオークスに出てくるのである。ミステリアスの手綱を取るのは1971年にミルリーフでヨーロッパ中の大レースを総なめにしたジェフ・ルイス騎手(Geoff Lewis)で、ルイス騎手はダリアの挑戦を一笑に付した。しかし、ダリアはミステリアスを一瞬で差し切り、さらに3馬身差をつけて勝った。
その12日後に、ダリアとパイアーズはキングジョージ6世&クイーンエリザベスステークスに駒を進めた。イギリスダービー馬ロベルト、フランスダービー馬のハードツービートらヨーロッパの一流古馬が揃ったこの競走で、ダリアは最後の直線で最後方から追い込んで、ゴールまで残り200メートルのところで先頭にたった。そこから更に後続を6馬身突き放してレコード勝ちをおさめ、上半期ヨーロッパチャンピオンの座についた。この競走を3歳牝馬が勝ったのは史上初で、イギリス競馬史上最も強いレースだと評する者さえいた。
秋のダリアはしばらく運に見放された。フランスに帰って秋の初戦ニエユ賞こそ勝ったものの、1.9倍の大本命で迎えたヴェルメイユ賞では競走中に蹴られて蹄踵（かかと）を怪我をして5着に終わった。この怪我が治るには2週間かかり、調教を再開できるようになった時には凱旋門賞が4日後に迫っていた。パイアーズは出走させるべきでないと考えたが、馬主は調整不足のまま出走を強行させた。しかし、最後の直線に入る前から後退し、着外に沈んだ。優勝したのはキングジョージ6世&クイーンエリザベスステークスで大きな差をつけて破った＊ラインゴールド(Rheingold)だった。
このあとダリアは、「競馬の歴史を変えた」と言われるアメリカ遠征を行った。凱旋門賞の1か月後、ワシントンに近いローレル競馬場のワシントンDC国際招待に出走したのである。世間はこの年のアメリカ三冠馬セクレタリアトとの大陸間チャンピオン対戦の期待で大いに盛り上がり、ジルベール調教師は「セクレタリアトとのマッチレースをやるなら全財産を賭けてもいい、絶対に勝てる」と言い放った。（パイアーズはもう少し控えめな発言をした。）しかしセクレタリアト陣営はこれに応じずローレル競馬場の大レースの10日前にセクレタリアトを引退させてしまった。ダリアはアメリカ2番手のビッグスプルース(Big Spruce)を3馬身1/4突き放して勝った。この年ダリアはイギリスの年度代表馬となり、1年で100万ポンドも稼いだパイアーズは1973年に世界で最も活躍した騎手とされた。パイアーズは、自分が乗った最強馬はダリアだと述べている。
ダリアは翌1974年も走り、フランス、イギリス、アメリカ、カナダでG1競走を勝ち、アメリカのチャンピオンになった。しかしパイアーズは春に3回乗って全て敗れたため、乗り替わりになった。ピゴット騎手に乗り替わると告げられたパイアーズは抗議したが、その後もダリアが勝って得る賞金の一部を配分すると提案されて乗り替わりを承諾した。

## 引退
パイアーズは1981年に騎手を引退した。勝ち鞍は1800勝以上にのぼり、オーストラリア、フランス、イギリス、アイルランド、アメリカ、ドイツ、イタリア、スウェーデンで勝っている。パイアーズは現役を退いた後もフランスにとどまり、シャンティイに住んだ。しばらくはジルベール調教師の助手として働いた。
パイアーズは騎手時代に稼いだ莫大な資産があった。しかし浪費癖があって、10年で蓄えをすっかり使い果たしてしまった。健康も害し、パイアーズは1991年にオーストラリアへ帰り、アデレードで暮らした。あるときオーストラリアの新聞が「パイアーズが破産」と報じたことがある。パイアーズによれば、資産の管理を任せていた会計士が自殺してしまい、全財産を失ったのだという。
その後、2004年10月に71歳で病死した。オーストラリアで60の大レースに勝ち、ヨーロッパで1000勝以上をあげたロン・ハッチソン騎手(Ron Hutchison)は、「陽気で偉大な騎手だった」と弔辞を述べた。
2010年にオーストラリアの競馬の殿堂入りを果たした。アデレードでは「ビル・パイアーズ2歳ハンデ(Bill Pyers 2YO H)」という競走に名を残している。

## 主な騎乗馬と優勝レース

### 豪州時代
- ジェラント(Geranto) - グッドウッドハンデキャップ
- マイアワー(My Hour) - 1958年ニューマーケットハンデキャップ
- マック(Mac) - 1960年ムーニーバレーカップ(Moonee Valley Gold Cup)
- シーニックスター(Scenic Star) - グッドウッドハンデキャップ
- ファイナンドダンディ(Fine and Dandy) - 1963年ドンカスターハンデキャップ
- ガトゥムガトゥム(Gatum Gatum)
- パゴパゴ(Pago Pago) - 1963年ゴールデンスリッパーステークス
- ウェノナガール(Wenona Girl) - 1963年フューチュリティステークス、1963年ジョージアダムズH、1963年ライトニングS - オーストラリアの歴史的名馬の1頭。27勝のうちパイアーズは3勝をあげた。サムタイムとの対戦ではパイアーズはサムタイムに騎乗した。
- サムタイム(Sometime) - 1963年コーフィールドカップ

#### メルボルンカップ騎乗成績
- ※OZEFORM.comによる。（）内は単勝馬券の倍率。[49][50][15][51][52][12]
- 1958年 騎乗なし
- 1959年 騎乗なし
- 1960年 5着 - Mac（11倍）
- 1961年 6着 - Sir Blink（17倍）
- 1962年 18着- Rural Loch（17倍）
- 1963年 11着- サムタイム（9倍）

### ヨーロッパ時代
- ＊ボールドリック - 1964年2000ギニー、1964年チャンピオンステークス
- ナスラム(Nasram) - 1964年キングジョージ6世&クイーンエリザベスステークス
- トピオ(Topyo) - 1967年凱旋門賞
- パルダロ(Pardallo)　-　1968年アスコットゴールドカップ
- ジエルク(The Elk) - 1968年オブザーバーゴールドカップ
- フェリシオ(Felicio) - 1969年サンクルー大賞
- ルシュアン(Le Chouan) - 1970年カドラン賞
- レフィック(Rheffic) - 1971年パリ大賞典、1971年フランスダービー
- ＊ハードツービート - 1971年グランクリテリウム
- ダリア(Dahlia) - 1973年キングジョージ6世&クイーンエリザベスステークス、1973年ワシントンDC国際、1973年アイルランドオークス、1973年サンタラリ賞
- ＊ミシシッピアン - 1973年グランクリテリウム
- ヒッポダミア(Hippodamia) - 1973年クリテリウム・デ・プーリッシュ
- スカイコマンダー(Sky Commander) - 1975年モーリス・ド・ギース賞
- エルラストロ(El Rastro) - 1976年ロッキンジステークス
- フルオブホープ(Full of Hope) - 1976年イスパーン賞

#### 凱旋門賞での成績
- 1964年　着外　Nasram
- 1965年　騎乗なし
- 1966年　着外　Red Vagabonde
- 1967年　優勝　＊トピオ
- 1968年　7着　Felisio
- 1969年　着外　＊イエラパ
- 1970年　騎乗なし
- 1971年　10着　＊アイリッシュボール
- 1972年　6着　＊シャラプール
- 1973年　着外　ダリア
- 1974年　着外　レキュペレ(Récupéré)
- 1975年　6着　ノビリアリー(Nobiliary)
- 1976年　3着　ユース(Youth)
- 1977年　10着　グアダニニ(Guadanini)